# Apoteosi di Palermo
L'Apoteosi di Palermo è un dipinto a fresco di Vito D'Anna, datato 1760. Si trova nel salone da ballo di Palazzo Isnello a Palermo.
L'opera è una delle otto rappresentazioni monumentali del Genio di Palermo ed è considerato uno dei capolavori di Vito D'Anna e della pittura barocca siciliana.

## Descrizione
L'affresco, dipinto sulla volta del salone da ballo di Palazzo Isnello, è un'allegoria trionfale di Palermo, con al centro il Genio di Palermo, antico nume tutelare della città.